# Neoclypeodytes challeti
Neoclypeodytes challeti är en skalbaggsart som beskrevs av K. B. Miller 2001. Neoclypeodytes challeti ingår i släktet Neoclypeodytes och familjen dykare. Inga underarter finns listade i Catalogue of Life.